# Dylan Alcott
Dylan Alcott, né le 4 décembre 1990 à Melbourne, est un joueur professionnel de basket-ball et de tennis en fauteuil roulant australien, concourant en catégorie Quad. Il est aussi animateur radio, philanthrope et conférencier.
Son palmarès compte 15 titres en Grand Chelem en simple en 20 participations, sept en double et trois médailles d'or aux Jeux paralympiques.

## Carrière

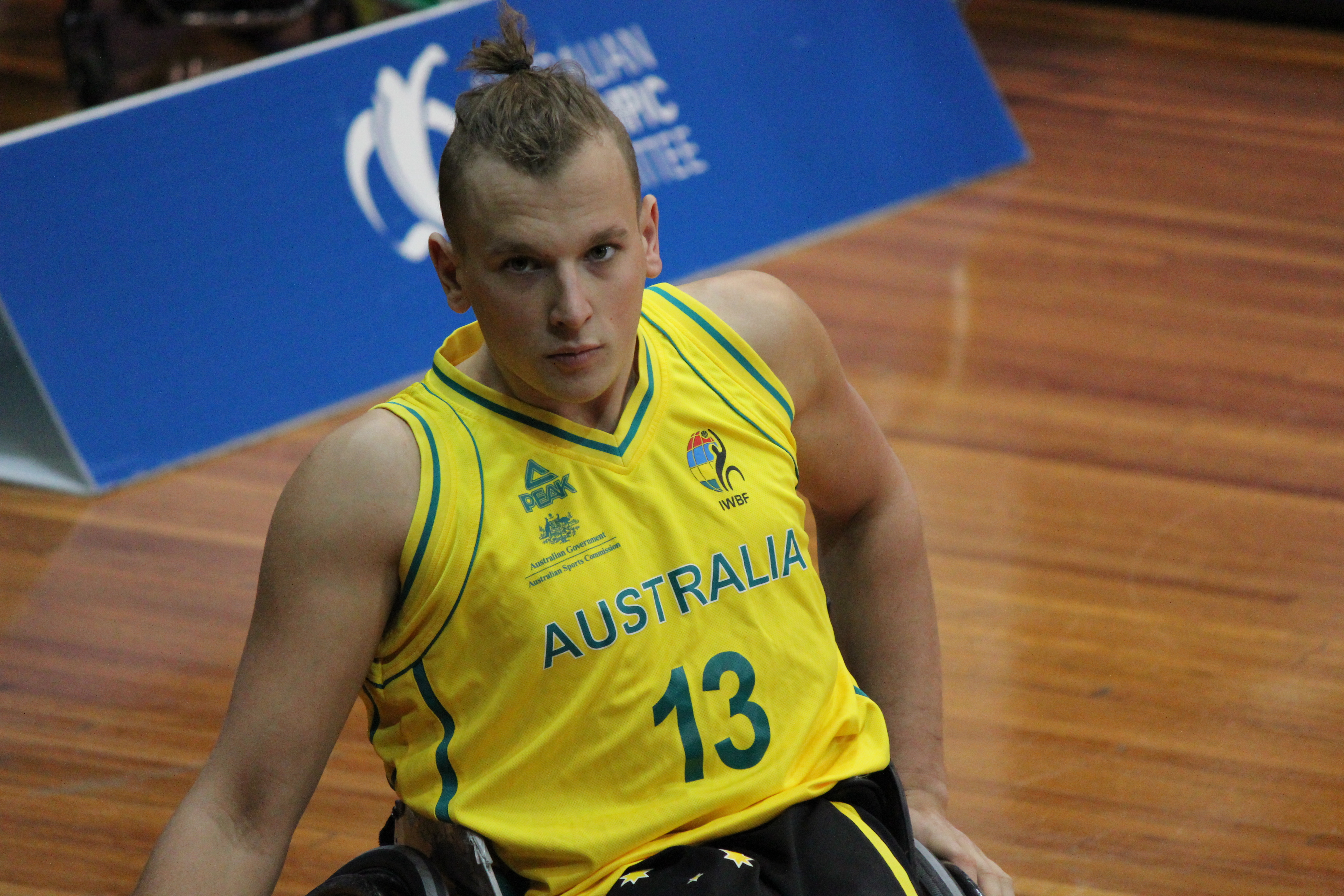
Dylan Alcott lors des Jeux paralympiques de Londres en 2012.

Dylan Alcott est né avec une tumeur à la moelle épinière qui la rendu paraplégique. Bon joueur de tennis (4e mondial junior en 2008), il débute toutefois une carrière de joueur de basket-ball et intègre l'équipe d'Australie lors des championnats du Monde en 2006. Il participe aux Jeux paralympiques de Pékin à seulement 17 ans et remporte la médaille d'or. Il fréquente en 2009 un an l'université de l'Illinois à Urbana-Champaign. Il prend part aux Jeux paralympiques de Londres en 2012 et son équipe repart cette fois-ci avec la médaille d'argent.
Il se lance dans une carrière de joueur de tennis en 2014 dans le circuit Quad réservé aux joueurs ayant un handicap aux membres supérieurs. Il rencontre rapidement le succès remportant l'Open de Grande-Bretagne et atteignant la finale du Masters. Il s'adjuge e 2015 l'Open d'Australie et l'US Open aux dépens de David Wagner et devient numéro 1 mondial. Cette saison marque le début d'une domination sans partage, il ne perdra en effet, après sa victoire à New York, que dix matchs jusqu'à la fin de sa carrière.
En 2016, il totalise 38 victoires pour une seule défaite et devient champion paralympiques aux Jeux de Rio de Janeiro contre le Britannique Andy Lapthorne. Il s'impose aussi en double avec Heath Davidson. En 2018, il s'impose pour la 4e fois en Australie et pour la seconde fois à l'US Open. En 2019, il réalise le Grand Chelem en double, s'imposant en Australie avec Davidson, à Roland-Garros avec Wagner, et à Wimbledon et à l'US Open avec Lapthorne. Il est pas loin de réaliser la même performance en simple mais perd en finale de l'US Open face à son partenaire de double.
C'est en 2021 qu'il obtient ses meilleurs résultats, signant un Grand Chelem historique en simple messieurs, battant trois fois le Hollandais Sam Schröder en finale et une fois Niels Vink. Il remporte également pour la seconde fois les Jeux paralympiques organisés à Tokyo, aux dépens de Schröder. Il met fin à sa carrière sportive après avoir perdu en finale de l'Open d'Australie 2022 contre ce dernier.

## Palmarès

### Jeux paralympiques
- médaillé d'or en simple quad en 2016
- médaillé d'or en simple quad en 2020
- médaillé d'or en double quad en 2016 avec Heath Davidson
- médaillé d'argent en double quad en 2020 avec Heath Davidson

### Tournois du Grand Chelem
Les compétitions Quad ont été organisées pour la première fois à Roland-Garros et à Wimbledon en 2019.
- Open d'Australie :
  - en simple en 2015, 2016, 2017, 2018, 2019, 2020 et 2021
  - en double en 2018, 2019, 2020 et 2021 avec Heath Davidson
- Roland-Garros :
  - en simple en 2019, 2020 et 2021
  - en double en 2019 avec David Wagner
- Wimbledon :
  - en simple en 2019 et 2021
  - en double en 2019 avec Andy Lapthorne
- US Open :
  - en simple en 2015, 2018 et 2021
  - en double en 2019 et 2020 avec Andy Lapthorne

## Distinctions
- Médaille de l'Ordre d'Australie en 2008
- Australian Paralympian of the Year en 2016
- GQ Sportsman of the Year en 2016
- ITF Quad Wheelchair World Champion en 2018, 2019 et 2021
- Australian of the Year en 2022[7]
- Officier de l'Ordre d'Australie en 2022